# Bale, England
Bale eller Bathley är en ort i civil parish Gunthorpe, i distriktet North Norfolk i grevskapet Norfolk i England. Orten är belägen 7 km från Holt. Bale var en civil parish fram till 1935 när blev den en del av Gunthorpe. Civil parish hade 208 invånare år 1931. Byn nämndes i Domedagsboken (Domesday Book) år 1086, och kallades då Bathele.